# Chazine Anbar-e Dżadid
Chazine Anbar-e Dżadid – wieś w Iranie, w ostanie Azerbejdżan Zachodni, w szahrestanie Mijandoab. W 2006 roku liczyła 427 mieszkańców.